# Méjannes-le-Clap
Ne doit pas être confondu avec Méjannes-lès-Alès.
Méjannes-le-Clap est une commune française située dans le nord-est du département du Gard en région Occitanie.
Exposée à un climat méditerranéen, elle est drainée par la Cèze et par un autre cours d'eau. La commune possède un patrimoine naturel remarquable : deux sites Natura 2000 (« la Cèze et ses gorges » et les « garrigues de Lussan ») et cinq zones naturelles d'intérêt écologique, faunistique et floristique.
Méjannes-le-Clap est une commune rurale qui compte 740 habitants en 2022, après avoir connu une forte hausse de la population depuis 1962. Ses habitants sont appelés les Méjannais ou  Méjannaises.
En tant que station touristique classée ( depuis 1977 ), Méjannes a été imaginé et aménagé pour proposer des séjours adaptés à tous. Ce « village station » de campagne, situé dans le sud de la France, est une véritable alternative aux vacances en bord de mer. À Méjannes-le-Clap, est un lieu tout indiqué pour des vacances vertes, au soleil et à proximité de nombreux lieux incontournables.
Avec ses grandes forêts de garrigue, ses plages naturelles au cœur des Gorges de la Cèze et sa multitude de spots de spéléologie, le village bénéficie d’une situation géographique exceptionnelle et est le rendez-vous rêvé des amateurs d’activités  de « pleine nature ».

## Géographie

### Localisation
Le village est situé au nord du département du Gard, sur le piémont des Cévennes.
Il est aussi situé à 27 km d'Uzès, 30 km d'Alès et 50 km de Nîmes, préfecture du département.
| Tharaux             | Saint-Privat-de-Champclos | Montclus                    |
| Rochegude, Rivières | Méjannes-le-Clap          | Saint-André-de-Roquepertuis |
| Fons-sur-Lussan     | Lussan                    | Goudargues                  |

## Climat
Pour des articles plus généraux, voir Climat de l'Occitanie et Climat du Gard.
En 2010, le climat de la commune est de type climat méditerranéen franc, selon une étude s'appuyant sur une série de données couvrant la période 1971-2000. En 2020, Météo-France publie une typologie des climats de la France métropolitaine dans laquelle la commune est dans une zone de transition entre le climat de montagne et le climat méditerranéen et est dans la région climatique Provence, Languedoc-Roussillon, caractérisée par une pluviométrie faible en été, un très bon ensoleillement (2 600 h/an), un été chaud (21,5 °C), un air très sec en été, sec en toutes saisons, des vents forts (fréquence de 40 à 50 % de vents > 5 m/s) et peu de brouillards.
Pour la période 1971-2000, la température annuelle moyenne est de 12,6 °C, avec une amplitude thermique annuelle de 17,3 °C. Le cumul annuel moyen de précipitations est de 1 056 mm, avec 6,5 jours de précipitations en janvier et 3,6 jours en juillet. Pour la période 1991-2020, la température moyenne annuelle observée sur la station météorologique installée sur la commune est de 13,6 °C et le cumul annuel moyen de précipitations est de 1 000,8 mm,. Pour l'avenir, les paramètres climatiques de la commune estimés pour 2050 selon différents scénarios d'émission de gaz à effet de serre sont consultables sur un site dédié publié par Météo-France en novembre 2022.
| Mois                                  | jan.             | fév.           | mars            | avril           | mai           | juin           | jui.           | août          | sep.          | oct.            | nov.            | déc.           | année      |
| ------------------------------------- | ---------------- | -------------- | --------------- | --------------- | ------------- | -------------- | -------------- | ------------- | ------------- | --------------- | --------------- | -------------- | ---------- |
| Température minimale moyenne (°C)     | 0,8              | 1              | 3,6             | 6,4             | 9,8           | 13,6           | 15,9           | 15,7          | 12,4          | 9,3             | 4,7             | 1,6            | 7,9        |
| Température moyenne (°C)              | 5,2              | 6,1            | 9,4             | 12,3            | 16,1          | 20,3           | 23,1           | 22,8          | 18,4          | 14,1            | 9               | 5,9            | 13,6       |
| Température maximale moyenne (°C)     | 9,6              | 11,2           | 15,2            | 18,2            | 22,5          | 27,1           | 30,3           | 29,8          | 24,4          | 19              | 13,4            | 10,1           | 19,2       |
| Record de froid (°C) date du record   | −11,3 04.01.1993 | −11,3 05.02.12 | −10,4 02.03.05  | −4,7 14.04.1998 | 1,3 01.05.17  | 5,5 14.06.1995 | 7,4 03.07.1996 | 6,1 08.08.23  | 4,4 27.09.10  | −2,6 31.10.1997 | −8,1 23.11.1998 | −11,7 15.12.01 | −11,7 2001 |
| Record de chaleur (°C) date du record | 21 10.01.15      | 24,4 24.02.20  | 27,4 18.03.1997 | 29,1 29.04.05   | 34,3 30.05.01 | 42,6 28.06.19  | 38,1 15.07.22  | 41,9 23.08.23 | 36,1 04.09.16 | 31,6 10.10.23   | 23,8 06.11.15   | 19,4 29.12.21  | 42,6 2019  |
| Précipitations (mm)                   | 83,5             | 53,4           | 59              | 80,1            | 76,3          | 54,5           | 42,1           | 61,5          | 134,6         | 139,9           | 139,2           | 76,7           | 1 000,8    |

## Milieux naturels et biodiversité

### Réseau Natura 2000

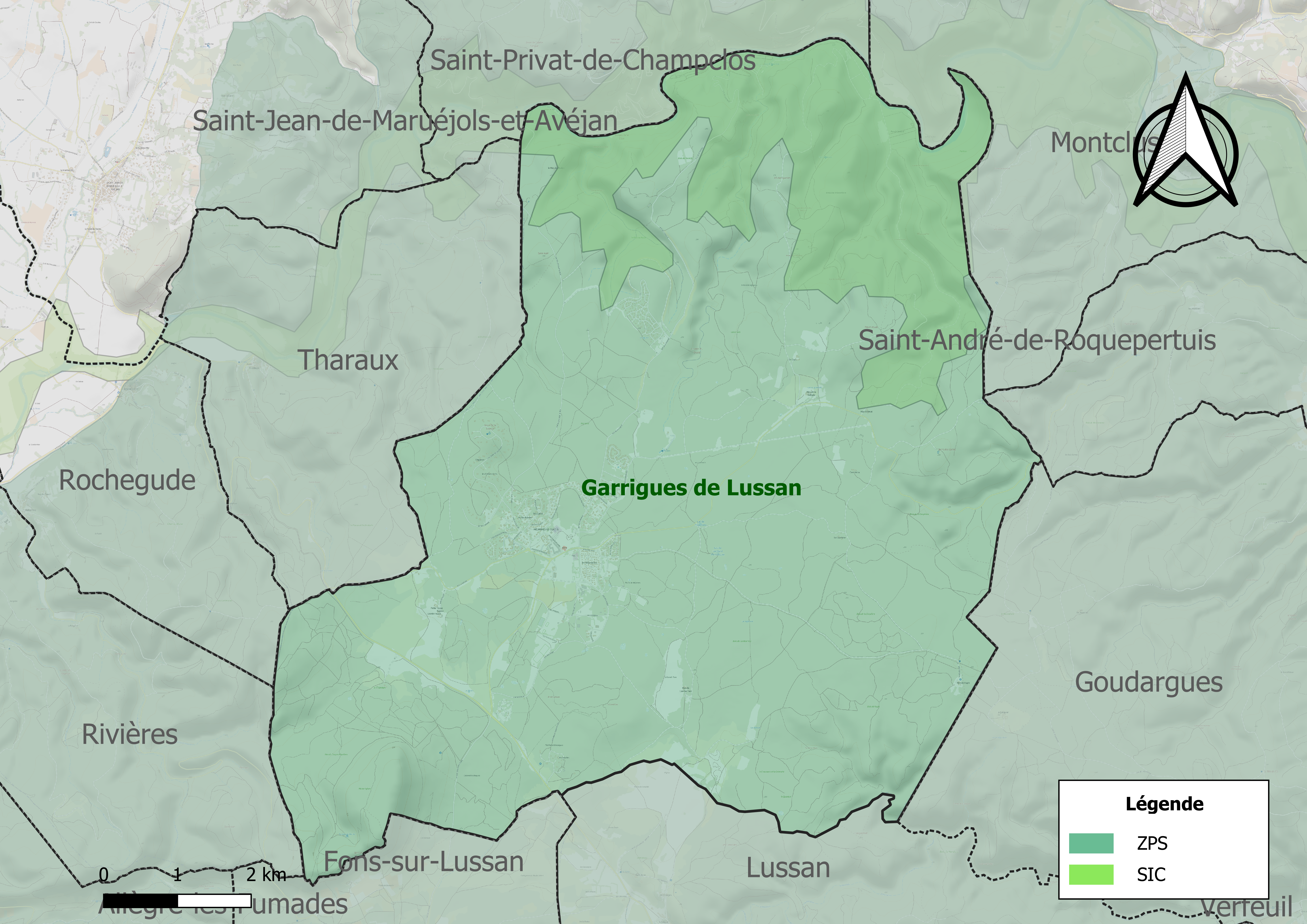
Site Natura 2000 sur le territoire communal.

Le réseau Natura 2000 est un réseau écologique européen de sites naturels d'intérêt écologique élaboré à partir des directives habitats et oiseaux, constitué de zones spéciales de conservation (ZSC) et de zones de protection spéciale (ZPS).
Un site Natura 2000 a été défini sur la commune au titre de la directive habitats :
- « la Cèze et ses gorges », d'une superficie de 3 550 ha, un territoire dont les principaux habitats naturels sont des formations méditerranéennes (Asplenion, Quercion ilicis) dans les gorges, avec notamment des descentes remarquables d'espèces montagnardes[9]

et un au titre de la directive oiseaux : 
- les « garrigues de Lussan », d'une superficie de 29 150 ha. Ce site abritait en 1999 un site de nidfication d'un couple de vautour percnoptère. Ce site constitue  un lien essentiel dans la petite population méditerranéenne résiduelle du Sud-Est de la France (comprenant une vingtaine de couples seulement), situé entre les noyaux d'Ardèche et Drôme-Isère, au nord, des gorges du Gardon, au sud, du Lubéron et des Alpilles, à l'est, du haut montpelliérais et des Gorges Tarn-Jonte[10].

### Zones naturelles d'intérêt écologique, faunistique et floristique
L’inventaire des zones naturelles d'intérêt écologique, faunistique et floristique (ZNIEFF) a pour objectif de réaliser une couverture des zones les plus intéressantes sur le plan écologique, essentiellement dans la perspective d’améliorer la connaissance du patrimoine naturel national et de fournir aux différents décideurs un outil d’aide à la prise en compte de l’environnement dans l’aménagement du territoire.
Trois ZNIEFF de type 1 sont recensées sur la commune :
- les « gorges de la Cèze amont » (486 ha), couvrant 4 communes du département[12] ;
- la « plaine de Camellié » (326 ha), couvrant 3 communes du département[13] ;
- le « plateau de Méjanne-le-Clap » (1 506 ha)[14] ;

et deux ZNIEFF de type 2, : 
- les « gorges de la Cèze » (2 609 ha), couvrant 7 communes du département[15] ;
- le « plateau de Lussan et Massifs Boisés » (37 159 ha), couvrant 40 communes du département[16].

Carte des ZNIEFF de type 1 et 2 à Méjannes-le-Clap.
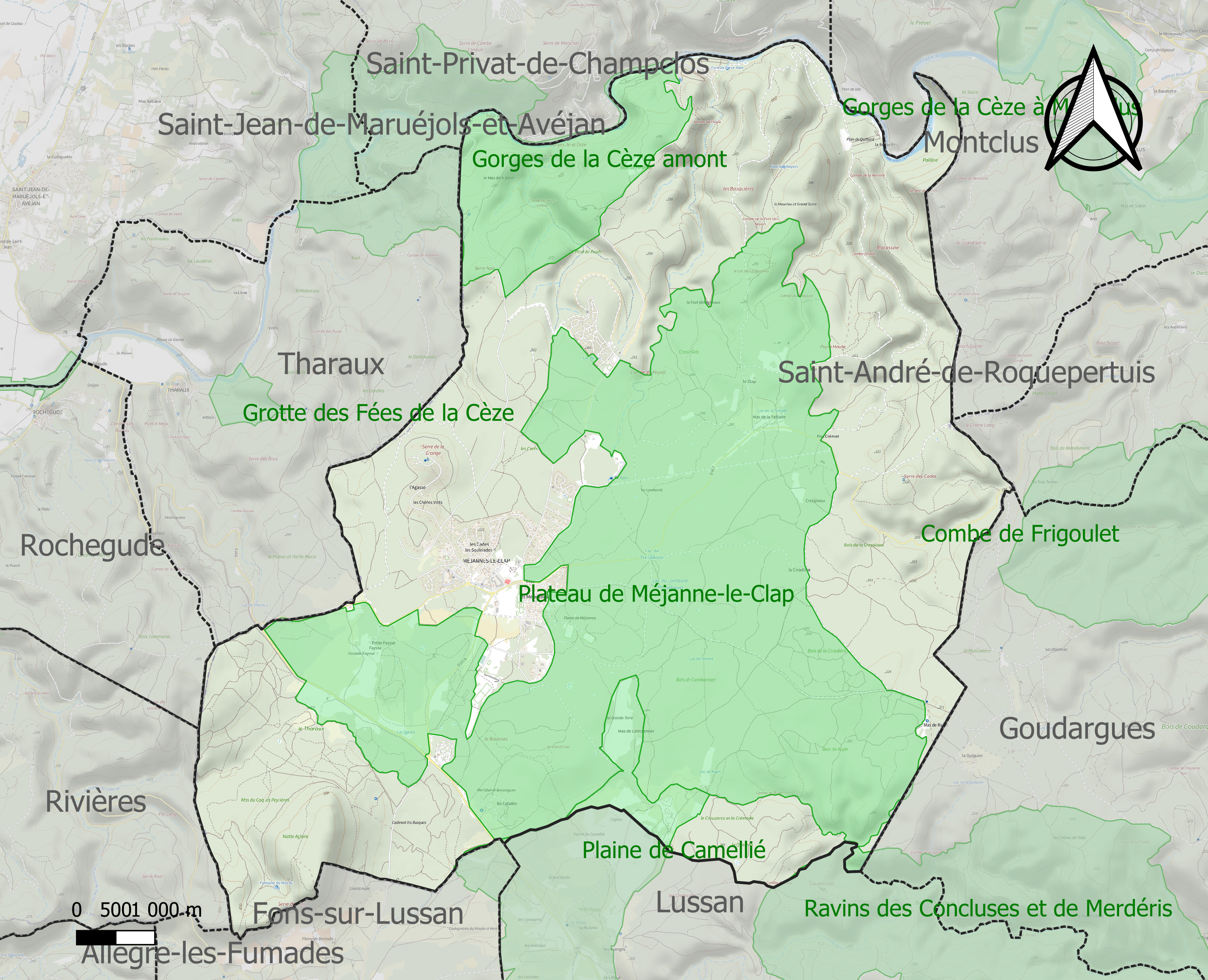
Carte des ZNIEFF de type 1 sur la commune.
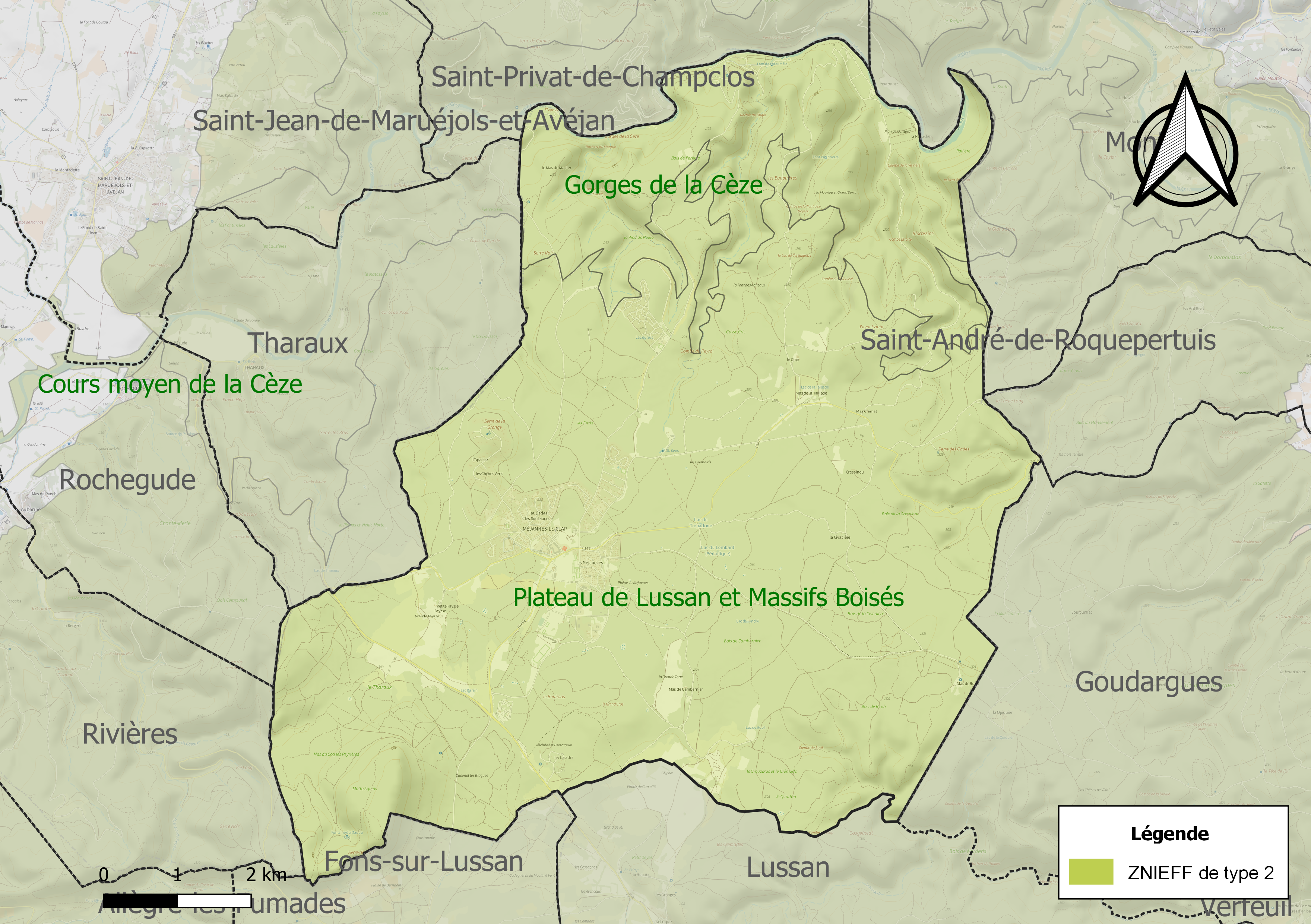
Carte des ZNIEFF de type 2 sur la commune.

## Urbanisme

### Typologie
Au 1er janvier 2024, Méjannes-le-Clap est catégorisée commune rurale à habitat dispersé, selon la nouvelle grille communale de densité à sept niveaux définie par l'Insee en 2022.
Elle est située hors unité urbaine et hors attraction des villes,.

### Occupation des sols
L'occupation des sols de la commune, telle qu'elle ressort de la base de données européenne d’occupation biophysique des sols Corine Land Cover (CLC), est marquée par l'importance des forêts et milieux semi-naturels (95,5 % en 2018), en diminution par rapport à 1990 (96,9 %). La répartition détaillée en 2018 est la suivante : 
forêts (75 %), milieux à végétation arbustive et/ou herbacée (20,4 %), zones urbanisées (3,7 %), espaces verts artificialisés, non agricoles (0,8 %). L'évolution de l’occupation des sols de la commune et de ses infrastructures peut être observée sur les différentes représentations cartographiques du territoire : la carte de Cassini (XVIIIe siècle), la carte d'état-major (1820-1866) et les cartes ou photos aériennes de l'IGN pour la période actuelle (1950 à aujourd'hui).

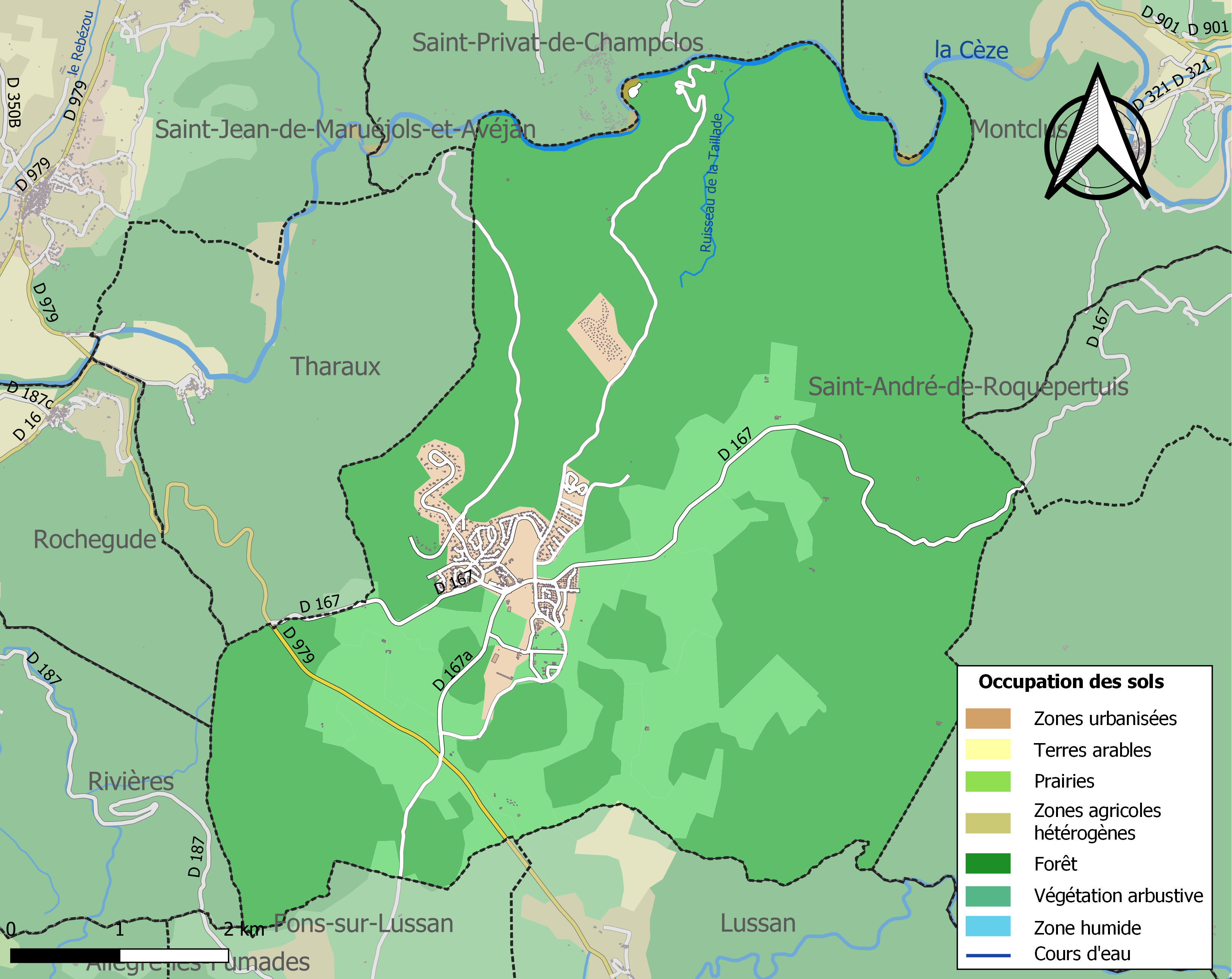
Carte des infrastructures et de l'occupation des sols de la commune en 2018 (CLC).

### Risques majeurs
Le territoire de la commune de Méjannes-le-Clap est vulnérable à différents aléas naturels : météorologiques (tempête, orage, neige, grand froid, canicule ou sécheresse), inondations, feux de forêts et séisme (sismicité modérée). Il est également exposé à un risque technologique, la rupture d'un barrage. Un site publié par le BRGM permet d'évaluer simplement et rapidement les risques d'un bien localisé soit par son adresse soit par le numéro de sa parcelle.

#### Risques naturels
Certaines parties du territoire communal sont susceptibles d’être affectées par le risque d’inondation par débordement de cours d'eau et par une crue torrentielle ou à montée rapide de cours d'eau, notamment la Cèze. La commune a été reconnue en état de catastrophe naturelle au titre des dommages causés par les inondations et coulées de boue survenues en 1982, 1983, 1993, 1998, 2002, 2014 et 2018,.

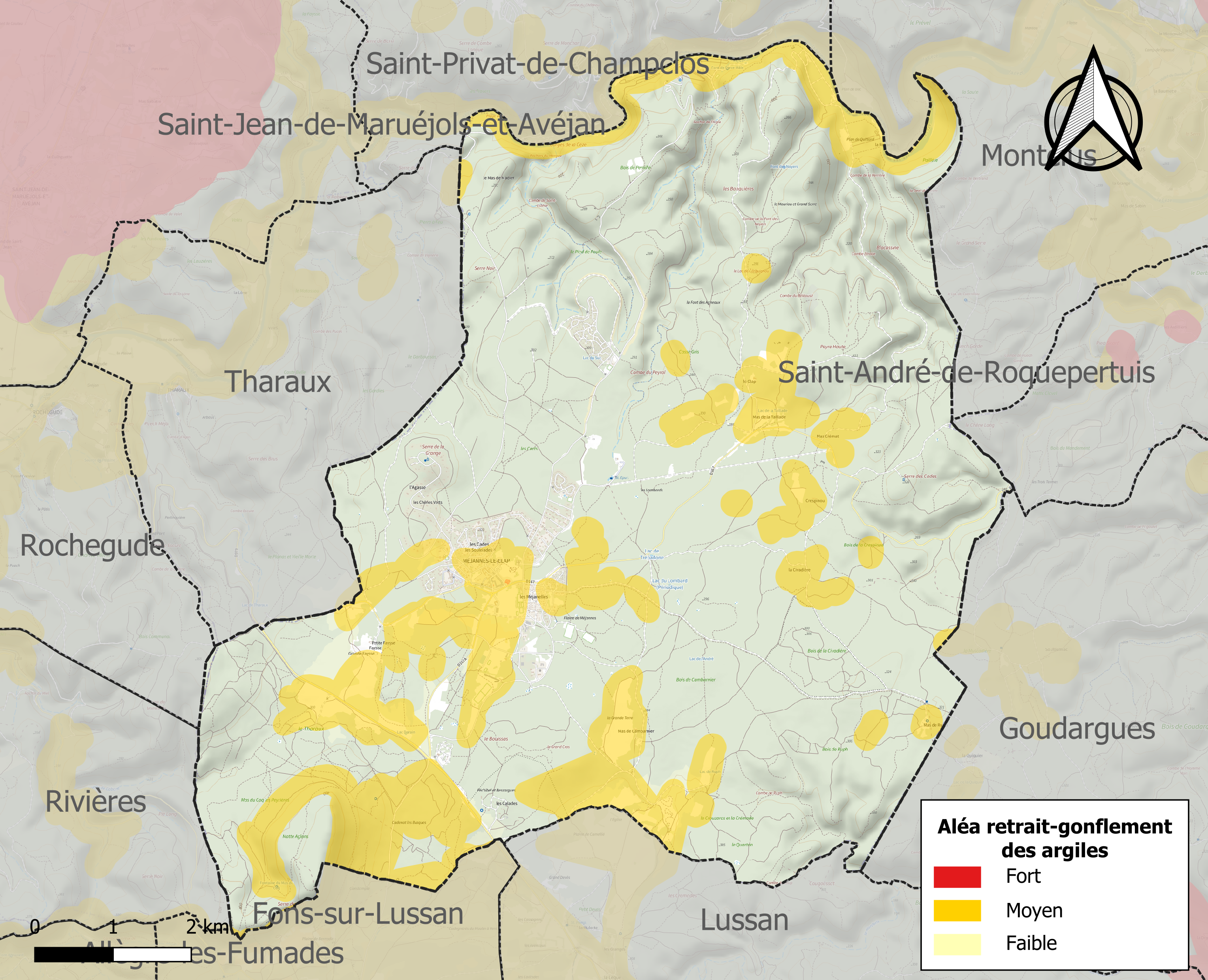
Carte des zones d'aléa retrait-gonflement des sols argileux de Méjannes-le-Clap.

Le retrait-gonflement des sols argileux est susceptible d'engendrer des dommages importants aux bâtiments en cas d’alternance de périodes de sécheresse et de pluie. 23 % de la superficie communale est en aléa moyen ou fort (67,5 % au niveau départemental et 48,5 % au niveau national). Sur les 760 bâtiments dénombrés sur la commune en 2019, 170 sont en aléa moyen ou fort, soit 22 %, à comparer aux 90 % au niveau départemental et 54 % au niveau national. Une cartographie de l'exposition du territoire national au retrait gonflement des sols argileux est disponible sur le site du BRGM,.
Par ailleurs, afin de mieux appréhender le risque d’affaissement de terrain, l'inventaire national des cavités souterraines permet de localiser celles situées sur la commune.
Concernant les mouvements de terrains, la commune a été reconnue en état de catastrophe naturelle au titre des dommages causés par la sécheresse en 2017 et par des mouvements de terrain en 1983.

#### Risques technologiques
La commune est en outre située en aval du barrage de Sénéchas, un ouvrage de classe A doté d'un PPI. À ce titre elle est susceptible d’être touchée par l’onde de submersion consécutive à la rupture de cet ouvrage.

## Toponymie
Provençal Mejano, du bas latin meiana, du latin mediana, « qui est au milieu, médian, qui occupe une position intermédiaire ».

## Histoire

### Époque moderne
Le village est mentionné Mejanæ en 1570 dans les minutes d'André de Costa, notaire à Barjac et Mejanes-et-Leclat en 1694 dans l'armorial de Nîmes et d'Uzès.

## Politique et administration

### Rattachements électoraux
Pour l'élection des députés, elle fait partie de la quatrième circonscription du Gard.

### Liste des maires
| Période                                  | Période  | Identité         | Étiquette | Qualité                                                                                             |
| ---------------------------------------- | -------- | ---------------- | --------- | --------------------------------------------------------------------------------------------------- |
| avant 1995                               | ?        | Élisabeth Duchet |           | |
| 2001                                     | 2008     | Roger Brabant    |           | |
| 2008                                     | 2014     | Chantal Vinot    | PS        | Conseillère municipale d'Alès (2001-2008) Conseillère régionale de Languedoc-Roussillon (2004-2010) |
| 2014                                     | En cours | Jérôme Bassier   |           | Fonctionnaire Vice-président de la communauté de communes de Cèze Cévennes                          |
| Les données manquantes sont à compléter. |          |                  |           | |

### Politique de développement durable
La commune s’est engagée dans une politique de développement durable en lançant une démarche d'Agenda 21.

## Population et société

### Démographie
L'évolution du nombre d'habitants est connue à travers les recensements de la population effectués dans la commune depuis 1793. Pour les communes de moins de 10 000 habitants, une enquête de recensement portant sur toute la population est réalisée tous les cinq ans, les populations de référence des années intermédiaires étant quant à elles estimées par interpolation ou extrapolation. Pour la commune, le premier recensement exhaustif entrant dans le cadre du nouveau dispositif a été réalisé en 2006.

En 2022, la commune comptait 740 habitants, en évolution de +4,67 % par rapport à 2016 (Gard : +2,97 %, France hors Mayotte : +2,11 %).
| 1793 | 1800 | 1806 | 1821 | 1831 | 1836 | 1841 | 1846 | 1851 |
| ---- | ---- | ---- | ---- | ---- | ---- | ---- | ---- | ---- |
| 144  | 92   | 107  | 123  | 157  | 179  | 145  | 138  | 143  |

| 1856 | 1861 | 1866 | 1872 | 1876 | 1881 | 1886 | 1891 | 1896 |
| ---- | ---- | ---- | ---- | ---- | ---- | ---- | ---- | ---- |
| 156  | 153  | 136  | 124  | 136  | 126  | 119  | 99   | 106  |

| 1901 | 1906 | 1911 | 1921 | 1926 | 1931 | 1936 | 1946 | 1954 |
| ---- | ---- | ---- | ---- | ---- | ---- | ---- | ---- | ---- |
| 138  | 154  | 111  | 80   | 96   | 60   | 41   | 29   | 26   |

| 1962 | 1968 | 1975 | 1982 | 1990 | 1999 | 2006 | 2011 | 2016 |
| ---- | ---- | ---- | ---- | ---- | ---- | ---- | ---- | ---- |
| 17   | 31   | 34   | 98   | 223  | 304  | 388  | 655  | 707  |

| 2021 | 2022 | - | - | - | - | - | - | - |
| ---- | ---- | - | - | - | - | - | - | - |
| 732  | 740  | - | - | - | - | - | - | - |

## Économie

### Revenus
En 2018  (données Insee publiées en septembre 2021), la commune compte 300 ménages fiscaux, regroupant 664 personnes. La médiane du revenu disponible par unité de consommation est de 19 270 € (20 020 € dans le département).

### Emploi
|                | 2008   | 2013   | 2018   |
| -------------- | ------ | ------ | ------ |
| Commune        | 12,9 % | 11,4 % | 12,9 % |
| Département    | 10,6 % | 12 %   | 12 %   |
| France entière | 8,3 %  | 10 %   | 10 %   |

En 2018, la population âgée de 15 à 64 ans s'élève à 412 personnes, parmi lesquelles on compte 63,4 % d'actifs (50,5 % ayant un emploi et 12,9 % de chômeurs) et 36,6 % d'inactifs,. Depuis 2008, le taux de chômage communal (au sens du recensement) des 15-64 ans est supérieur à celui de la France et du département.
La commune est hors attraction des villes,. Elle compte 156 emplois en 2018, contre 156 en 2013 et 136 en 2008. Le nombre d'actifs ayant un emploi résidant dans la commune est de 214, soit un indicateur de concentration d'emploi de 72,7 % et un taux d'activité parmi les 15 ans ou plus de 44,7 %.
Sur ces 214 actifs de 15 ans ou plus ayant un emploi, 91 travaillent dans la commune, soit 43 % des habitants. Pour se rendre au travail, 78,7 % des habitants utilisent un véhicule personnel ou de fonction à quatre roues, 2,4 % les transports en commun, 10,5 % s'y rendent en deux-roues, à vélo ou à pied et 8,5 % n'ont pas besoin de transport (travail au domicile).

### Activités hors agriculture

#### Secteurs d'activités
73 établissements sont implantés  à Méjannes-le-Clap au 31 décembre 2019. Le tableau ci-dessous en détaille le nombre par secteur d'activité et compare les ratios avec ceux du département,.
| Secteur d'activité                                                                                        | Commune | Commune | Département |
| Secteur d'activité                                                                                        | Nombre  | %       | %           |
| --- | ------- | ------- | ----------- |
| Ensemble                                                                                                  | 73      |         |             |
| Industrie manufacturière, industries extractives et autres                                                | 5       | 6,8 %   | (7,9 %)     |
| Construction                                                                                              | 13      | 17,8 %  | (15,5 %)    |
| Commerce de gros et de détail, transports, hébergement et restauration                                    | 29      | 39,7 %  | (30 %)      |
| Information et communication                                                                              | 4       | 5,5 %   | (2,2 %)     |
| Activités immobilières                                                                                    | 3       | 4,1 %   | (4,1 %)     |
| Activités spécialisées, scientifiques et techniques et activités de services administratifs et de soutien | 9       | 12,3 %  | (14,9 %)    |
| Administration publique, enseignement, santé humaine et action sociale                                    | 8       | 11 %    | (13,5 %)    |
| Autres activités de services                                                                              | 2       | 2,7 %   | (8,8 %)     |

Le secteur du commerce de gros et de détail, des transports, de l'hébergement et de la restauration est prépondérant sur la commune puisqu'il représente 39,7 % du nombre total d'établissements de la commune (29 sur les 73 entreprises implantées  à Méjannes-le-Clap), contre 30 % au niveau départemental.

#### Entreprises et commerces
Les cinq entreprises ayant leur siège social sur le territoire communal qui génèrent le plus de chiffre d'affaires en 2020 sont : 
- Boucherie Du Clap, commerce de détail de viandes et de produits à base de viande en magasin spécialisé (157 k€)
- Seven's, terrains de camping et parcs pour caravanes ou véhicules de loisirs (97 k€)
- Les Calades, terrains de camping et parcs pour caravanes ou véhicules de loisirs (46 k€)
- Stephane Brunet, conseil pour les affaires et autres conseils de gestion (13 k€)
- Fabrication Vente Confitures Conserves - FV2C, transformation et conservation de fruits (9 k€)

### Agriculture
|               | 1988 | 2000 | 2010 | 2020 |
| ------------- | ---- | ---- | ---- | ---- |
| Exploitations | 1    | 1    | 3    | 1    |
| SAU (ha)      | 160  | 100  | 33   | 188  |

La commune est dans les Garrigues, une petite région agricole occupant le centre du département du Gard. En 2020, l'orientation technico-économique de l'agriculture  sur la commune est l'élevage d'ovins ou de caprins. Une seule  exploitation agricole ayant son siège dans la commune est recensée lors du recensement agricole de 2020 (un en 1988). La superficie agricole utilisée est de 188 ha,,.

## Culture locale et patrimoine

### Édifices civils

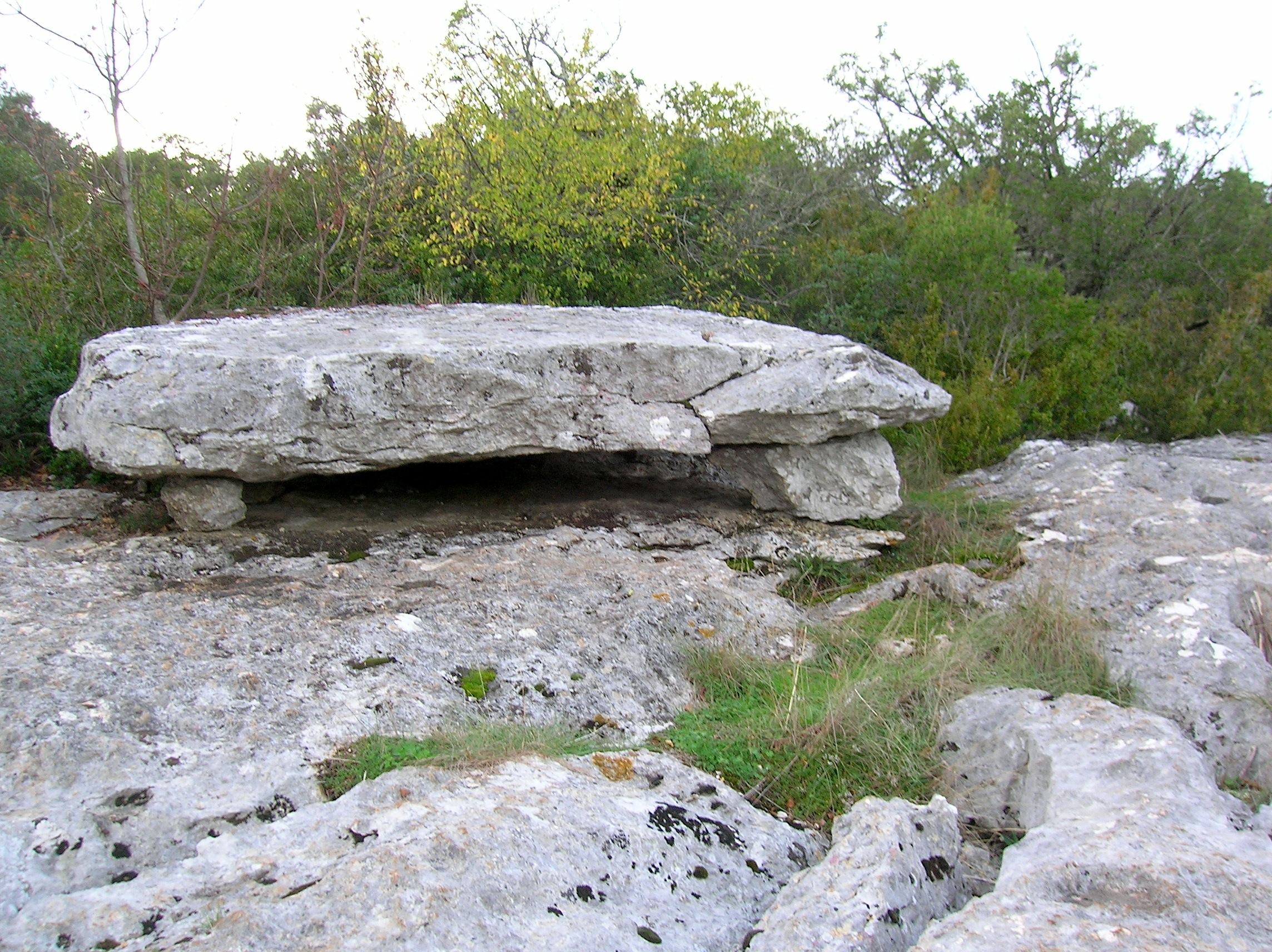
La Table des Turcs.

- Dolmen des Fées
- Table des Turcs
- Mas du Clap
- Mas Crémat
- Mas de la Civadière
- Mas de Terris
- Mas des Hautes Terres

### Édifices religieux
- Église Notre-Dame de Méjannes-le-Clap[36].

### Patrimoine culturel

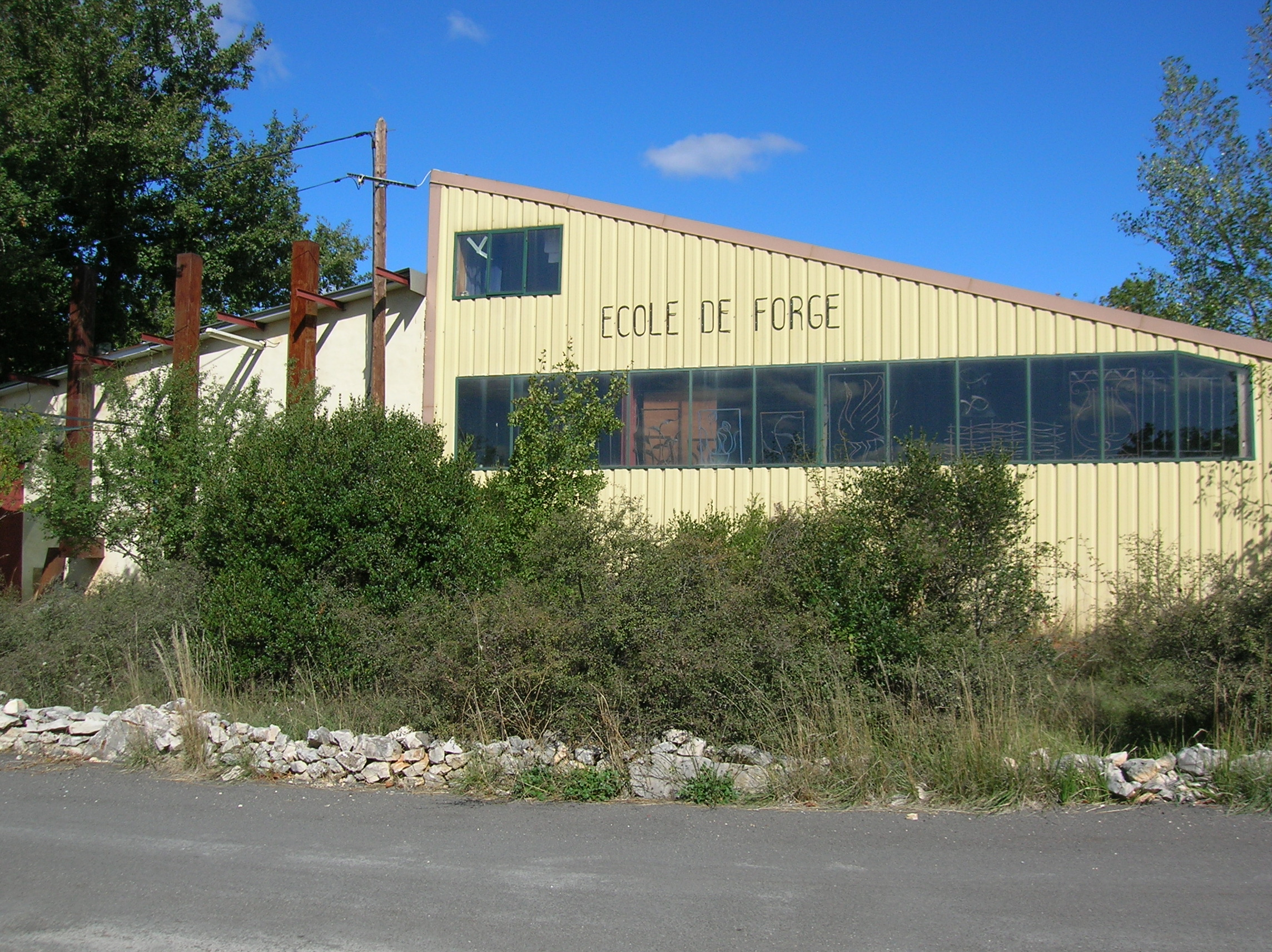
L'école de forge en 2010.

- une bibliothèque
- une école de forge
- un parc de sculptures

### Patrimoine environnemental
- espace naturel départemental du massif et des gorges de la Cèze
- Lac de Trépadone
- Grotte de la Salamandre

### Personnalités liées à la commune
- Isabelle Caro (1980-2010), comédienne et mannequin, est inhumée dans le nouveau cimetière de la commune[37]

## Héraldique
| Blason de Méjannes-le-Clap | Blason  | D'argent, à une bande losangée d'or et de gueules. |
| Blason de Méjannes-le-Clap | Détails | Le statut officiel du blason reste à déterminer.   |